# Força Nacional (Chile)
Força Nacional (em castelhano:  Fuerza Nacional) é um movimento político chileno fundado em janeiro do 2019. O movimento estava em processo de constituição como partido político entre junho de 2019 e fevereiro de 2020. Seu atual líder é Raúl Meza.
O movimento defende abertamente o trabalho e o legado de Augusto Pinochet. 